# Chiuppano
Chiuppano är en ort och kommun i provinsen Vicenza i regionen Veneto i Italien. Kommunen hade 2 494 invånare (2018).